# Barylypa necator
Barylypa necator là một loài tò vò trong họ Ichneumonidae.